# Black Books/Episodenliste
Diese Episodenliste enthält alle Episoden der britischen Comedyserie Black Books sortiert nach der britischen Erstausstrahlung. Zwischen 2000 und 2004 entstanden in drei Staffeln insgesamt 18 Episoden mit einer Länge von jeweils etwa 25 Minuten.

## Übersicht
| Staffel | Episodenanzahl | Erstausstrahlung UK | Erstausstrahlung UK | Deutschsprachige Erstausstrahlung | Deutschsprachige Erstausstrahlung |
| Staffel | Episodenanzahl | Staffelpremiere     | Staffelfinale       | Staffelpremiere                   | Staffelfinale                     |
| ------- | -------------- | ------------------- | ------------------- | --------------------------------- | --------------------------------- |
| 1       | 6              | 29. September 2000  | 3. November 2000    | 3. Dezember 2016                  | 17. Dezember 2016                 |
| 2       | 6              | 1. März 2002        | 5. April 2002       |                                   |                                   |
| 3       | 6              | 11. März 2004       | 15. April 2004      |                                   |                                   |

## Staffel 1
Die erste Staffel war vom 29. September bis zum 3. November 2000 erstmals auf dem britischen Fernsehsender Channel 4 zu sehen. Die deutschsprachige Version war ab dem 3. Dezember 2016 auf dem deutschen Sender Tele 5 zu sehen.
| Nr. (ges.) | Nr. (St.) | Deutscher Titel   | Originaltitel       | Erstausstrahlung UK | Deutschsprachige Erstausstrahlung (D) | Regie                        | Drehbuch                   |
| ---------- | --------- | ----------------- | ------------------- | ------------------- | ------------------------------------- | ---------------------------- | -------------------------- |
| 1          | 1         | Frisierte Bücher  | Cooking the Books   | 29. Sept. 2000      | 3. Dez. 2016                          | Dylan Moran & Graham Linehan | Graham Linehan & Nick Wood |
| 2          | 2         | Mannys erster Tag | Manny’s first day   | 6. Okt. 2000        | 3. Dez. 2016                          | Dylan Moran & Graham Linehan | Graham Linehan & Nick Wood |
| 3          | 3         | Trauben des Zorns | The Grapes of Wrath | 13. Okt. 2000       | 10. Dez. 2016                         | Dylan Moran & Graham Linehan | Graham Linehan & Nick Wood |
| 4          | 4         | Der Blackout      | The Blackout        | 20. Okt. 2000       | 10. Dez. 2016                         | Dylan Moran & Graham Linehan | Graham Linehan & Nick Wood |
| 5          | 5         | Abgeriegelt       | The Big Lock-Out    | 27. Okt. 2000       | 17. Dez. 2016                         | Dylan Moran & Graham Linehan | Graham Linehan & Nick Wood |
| 6          | 6         | Ausgerissen       | He’s leaving Home   | 3. Nov. 2000        | 17. Dez. 2016                         | Dylan Moran & Graham Linehan | Graham Linehan & Nick Wood |

## Staffel 2
Die zweite Staffel wurde vom 1. März bis zum 5. April 2002 auf dem britischen Fernsehsender Channel 4 ausgestrahlt. Eine deutschsprachige Version wurde noch nicht gesendet.
| Nr. (ges.) | Nr. (St.) | Deutscher Titel | Originaltitel   | Erstausstrahlung UK | Deutschsprachige Erstausstrahlung (—) | Regie                                 | Drehbuch      |
| ---------- | --------- | --------------- | --------------- | ------------------- | ------------------------------------- | ------------------------------------- | ------------- |
| 7          | 1         | —               | The Entertainer | 1. März 2002        | —                                     | Dylan Moran                           | Martin Dennis |
| 8          | 2         | —               | Fever           | 8. März 2002        | —                                     | Dylan Moran, Kevin Cecil & Andy Riley | Martin Dennis |
| 9          | 3         | —               | The Fixer       | 15. März 2002       | —                                     | Dylan Moran & Arthur Mathews          | Martin Dennis |
| 10         | 4         | —               | Blood           | 22. März 2002       | —                                     | Kevin Cecil, Andy Riley & Dylan Moran | Martin Dennis |
| 11         | 5         | —               | Hello Sun       | 29. März 2002       | —                                     | Dylan Moran                           | Martin Dennis |
| 12         | 6         | —               | A Nice Change   | 5. Apr. 2002        | —                                     | Dylan Moran                           | Martin Dennis |

## Staffel 3
Die dritte Staffel war vom 11. März bis zum 15. April 2004 erstmals auf dem britischen Fernsehsender Channel 4 zu sehen. Eine deutschsprachige Version wurde noch nicht gesendet.
| Nr. (ges.) | Nr. (St.) | Deutscher Titel | Originaltitel      | Erstausstrahlung UK | Deutschsprachige Erstausstrahlung (—) | Regie                                 | Drehbuch       |
| ---------- | --------- | --------------- | ------------------ | ------------------- | ------------------------------------- | ------------------------------------- | -------------- |
| 13         | 1         | —               | Manny Come Home    | 11. März 2004       | —                                     | Kevin Cecil, Andy Riley & Dylan Moran | David McCarthy |
| 14         | 2         | —               | Elephants and Hens | 18. März 2004       | —                                     | Kevin Cecil, Andy Riley & Dylan Moran | Martin Dennis  |
| 15         | 3         | —               | Moo-Ma and Moo-Pa  | 25. März 2004       | —                                     | Kevin Cecil, Andy Riley & Dylan Moran | Martin Dennis  |
| 16         | 4         | —               | A Little Flutter   | 1. Apr. 2004        | —                                     | Kevin Cecil, Andy Riley & Dylan Moran | Martin Dennis  |
| 17         | 5         | —               | The Travel Writer  | 8. Apr. 2004        | —                                     | Kevin Cecil, Andy Riley & Dylan Moran | Martin Dennis  |
| 18         | 6         | —               | Party              | 15. Apr. 2004       | —                                     | Kevin Cecil, Andy Riley & Dylan Moran | Martin Dennis  |